# Tetramesa hyalipennis
Tetramesa hyalipennis är en stekelart som först beskrevs av Walker 1832.  Tetramesa hyalipennis ingår i släktet Tetramesa och familjen kragglanssteklar. Arten är reproducerande i Sverige. Inga underarter finns listade i Catalogue of Life.